# 249544 Ianmclean
249544 Ianmclean è un asteroide della fascia principale. Scoperto nel 2010, presenta un'orbita caratterizzata da un semiasse maggiore pari a 3,1986457 UA e da un'eccentricità di 0,1790007, inclinata di 15,53582° rispetto all'eclittica.
L'asteroide è dedicato al professore statunitense Ian McLean.